# Veikko Lommi
Veikko Kristian Lommi, född 7 november 1917 i Veckelax, död 20 juni 1989 i Kotka, var en finländsk roddare.
Lommi blev olympisk bronsmedaljör i fyra utan styrman vid sommarspelen 1952 i Helsingfors.